# Orangevale (Kalifornija)
Orangevale je naseljeno područje za statističke svrhe u američkoj saveznoj državi Kalifornija. Prema popisu stanovništva iz 2010. u njemu je živjelo 33.960 stanovnika.